# Alberto Legnani
Alberto Legnani (Bologna, 15 marzo 1894 – Bologna, 28 luglio 1958) è stato un architetto italiano.

## Biografia

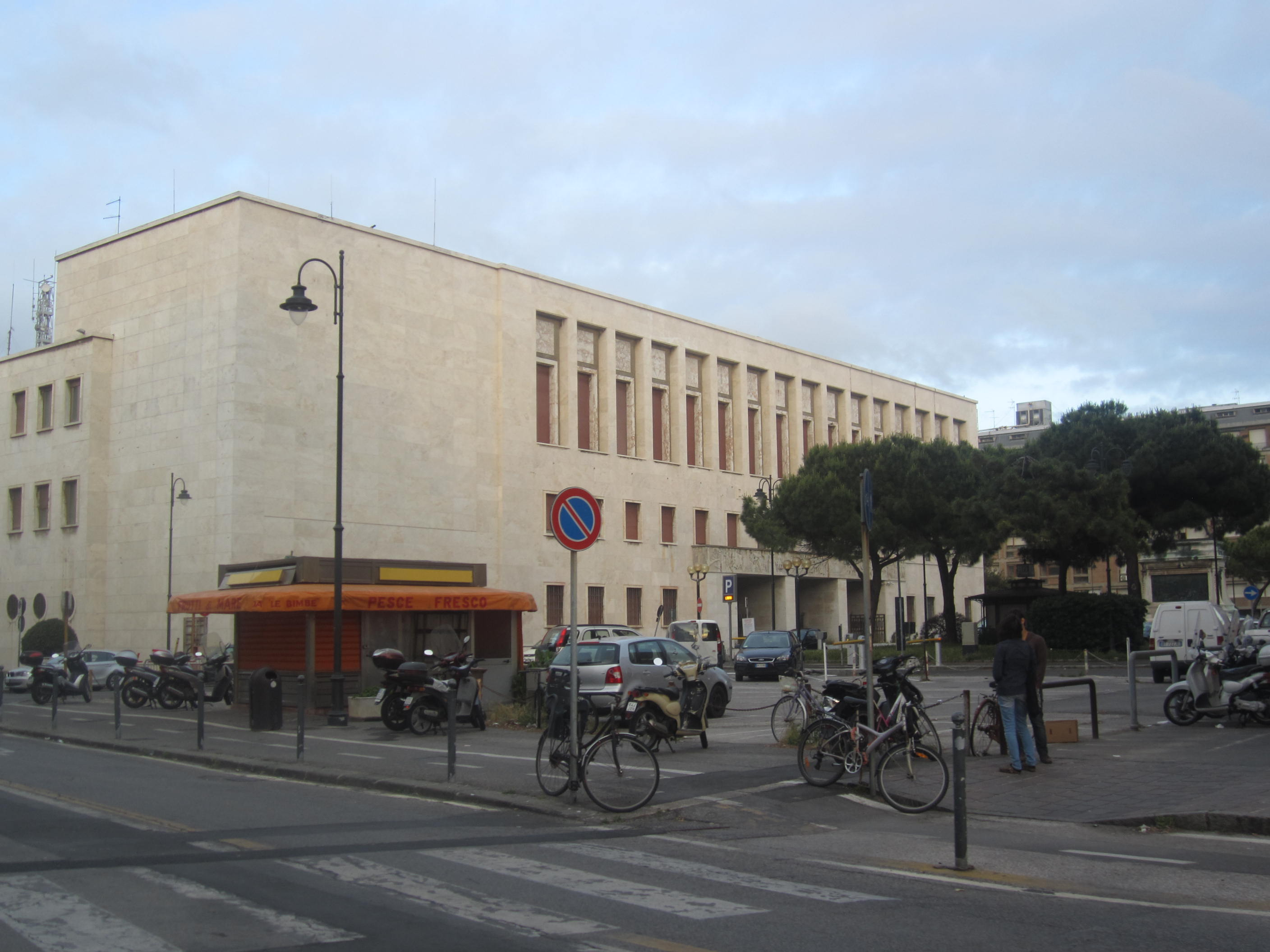
Il Palazzo del Governo di Livorno.

Nato da una benestante famiglia Bolognese di lontane origini nobiliari, figlio di Vittorio Legnani, sindaco di Borgo Panigale e cavaliere del Regno d'Italia, e Rosina Lanzarini. 
Legato alla corrente architettonica del razionalismo italiano, operò prevalentemente nella sua città natale realizzando il progetto, tra gli altri, del Palazzo del Gas, e disegnando la Casa del Fascio di Borgo Panigale e, in provincia di Varese, a Sesto Calende. Numerose sono le sue opere progettate da solo o in collaborazione con altri architetti e ingegneri edili del periodo, lasciando traccia anche a Livorno, Palazzo del Governo e Regia Questura.
È sepolto alla Certosa di Bologna.